# Угловое (болото)
Угловое (каз. Бұрыштық) — болото в Алтынсаринском районе Костанайской области Казахстана. Находится в 4 км к северу от села Кубековка.
По данным топографической съёмки 1944 года являлось озером, площадь поверхности озера составляла 1,61 км². Наибольшая длина озера — 1,8 км, наибольшая ширина — 1,5 км. Длина береговой линии составляет 5,2 км, развитие береговой линии — 1,15. Озеро расположено на высоте 195,7 м над уровнем моря.